# Ghayba
Il termine arabo ghayba (in arabo ﻏﻴﺒـة‎?, "occultamento"), diventato una vera e propria istituzione dello sciismo, indica il volontario scomparire agli occhi del mondo da parte degli Imam, per evitare le persecuzioni ai loro danni pianificate dalla autorità abbasidi a loro ostili.
La ghayba sarebbe stata perseguita in particolare dagli ultimi Imām imamiti e ismailiti (rispettivamente Muḥammad ibn al-Ḥasan, detto al-Mahdī, e Ismāʿīl b. Jaʿfarm, detto al-Ṣādiq), che in tal modo avrebbero garantito continuità di guida alla loro comunità attraverso loro rappresentanti (religiosi): wakīl o Grandi Ayatollah, da essi ineffabilmente ispirati.
Tale nascondersi agli occhi del mondo viene praticato, su più umile scala, da tutti i musulmani, sciiti e sunniti, quando si trovino a fronteggiare la credibile, imminente e pericolosa ostilità del mondo, che essi non possano ragionevolmente affrontare nella speranza di risolverla.

Il concetto di "martirio" - pure esaltato dal pensiero islamico in genere - secondo la tradizione giurisprudenziale deve essere infatti disgiunto da quello del suicidio, non ammesso e condannato senz'altro. Il credente ha quindi il diritto-dovere di preservare la propria vita, nella speranza di potere in futuro essere utile alla causa islamica più di quanto non lo sarebbe immolandosi eroicamente ma spesso senza costrutto.
Nel pensiero sciita la ghayba cesserà alla fine dei tempi, quando l'epifania dell'Imam aprirà un periodo in cui gli autentici valori dell'Islam (che si ammette siano traviati fatalmente dall'umanità che a quel messaggio religioso crede e si riferisce) torneranno a operare in tutta la loro perfezione, prima del Giorno del Giudizio finale.
La ghayba è umanamente perseguita da tutti i musulmani sotto minaccia fisica o psicologica, consentendo loro persino di violare alcuni importanti assunti della giurisprudenza, quali le prescrizioni legate alle particolari norme alimentari e persino abiurando, dal momento che è ferma convinzione della tradizione che determinante sia la niyya (retta intenzione), che è nota perfettamente ad Allah, che conosce profondamente l'animo di tutti gli uomini in tutte le epoche storiche. 